# Coptotriche pulverescens
Coptotriche pulverescens is een vlinder uit de familie vlekmineermotten (Tischeriidae). De wetenschappelijke naam van deze soort is voor het eerst geldig gepubliceerd in 1936 door Meyrick.
De soort komt voor in tropisch Afrika.